# Erica (Vorname)
Erica ist ein weiblicher Vorname.

## Herkunft und Bedeutung
Erica ist eine Variante des Namens Erika, der wiederum eine weibliche Form zu Erich ist.

## Namensträgerinnen
- Erica Batchelor (* 1933), britische Eiskunstläuferin
- Erica Campbell (* 1981), US-amerikanische Pornodarstellerin
- Erica Campbell (* 1972), US-amerikanische Gospelsängerin
- Erica Cerra (* 1979), kanadische Schauspielerin
- Erica Fischer (* 1943), österreichische Schriftstellerin, Journalistin und Übersetzerin
- Erica Jarder (* 1986), schwedische Weitspringerin
- Erica Jong (* 1942), US-amerikanische Schriftstellerin
- Erica Leerhsen (* 1976), US-amerikanische Schauspielerin
- Erica Lindbeck (* 1992), US-amerikanische Synchronsprecherin
- Erica Pappritz (1893–1972), deutsche Diplomatin und Skandalautorin
- Erica Pedretti (1930–2022), Schweizer Schriftstellerin, Objektkünstlerin und Malerin
- Erica Terpstra (* 1943), niederländische Schwimmerin, Staatssekretärin und Parlamentsabgeordnete
- Erica Wiebe (* 1989), kanadische Ringerin